# Герман Кононович
Герман Кононович (? — 1737) — архімандрит Чернігівського Ільінського Троїцкого монастиря.

## Біографія
Послідовно обіймав посаду вчителя Чернігівського колегіуму, екзаменатора і намісника кафедри. 27 квітня 1711 р. він був зведений в сан ігумена і призначений настоятелем Миколаївського Макошинського монастиря (у Сосницькому повіті). У 1714 р. він був переведений в Чернігівський Іллінський Троїцкий монастир і отримав сан архімандрита. Як настоятель цього монастиря Герман керував і друкарнею, що існувала при монастирі. «Тщанієм», а інколи і «утриманням» (як мовиться в заголовку «Правила до причастя») Германа були надруковані «Молитвослов Повсякденний» (1714 р.), «Октоїх» (1715 р.), «Псалтир» (1716 р.), «Новий Заповіт» (1717 р.), «Правило до Божественного Причащання», «Псалтир» (1720 р.). Книги ці Герман забезпечував передмовами. До «Нового Заповіту» Герман приклав 1) «на краєх», тобто на берегах, «якісь словеса з'ясувальні в підкріплення немічного людського розуму і пам'яті», запозичені ним з «книг церковних вчителів і богодухновенного Святого Писання тих, що пояснюють», і 2) «зміст коємуждо євангелістові». Передмови Германа витіюваті і наповнені вихваляннями гетьмана Скоропадського, що був не лише титарем Ільінського Троїцкого монастиря, але і особистим «патроном і добродєєм» архімандрита. По визнанню самого Германа, він отримав архимандрію не лише «по Божію ізволенію», але і по «рєїментарському (тобто гетьманському) милостивому благоволінню». Зразком літературних прийомів і стилю Германа може служити передмова до виданого ним в 1720 р. «Псалтирі». «Еліко бо земля від небес, — говорить Герман в дедикації книги гетьманові, — толіко свята обитель наша від Ясневельможності Вашій, любовію до Жівоначальной Тройці і до чудодіячої Преблагословенной Деве…, воспріємлем благодіянь. Даждь убо місце, даждь благохотноє пригощання, ясневельможний панові, патронові і добродею наш ізряднейший, в душевнім своєму піднебінні прийдешньому від будинку Святия Жівоначальния Тройці в будинок Ваш благородний скипетроносному Псаломщикові, що приносить у дар Псалтир свій червоний, аще і в малому друкарському складанні, але в істину гідний небесних обіймів, гідний в небеси подібному серці Ясневельможності Вашій просторікувато помещатіся, в нім же ми вси, недостойниї богомолци і вся убога обитель наша з початку не тісно любовію відшкодовується». По своїй «богомольчиной посаді» Герман звертався до Скоропадського з витіюватими поздоровленнями в «всяких благополучних висоцеповажнаго рєїментерськаго будинку випадках». У 1724 році Герман був оштрафований на 1000 крб. за бездіяльність з 1720 року друкарні і за таємне видання книг «с многою протівностію Східної Церкви за бажанням старообрядцев»; завдяки заступництву Чернігівського єпископа Іродіона Жураковського, що вказав Синоду на те, що друкарня не діяла «недостачества ради матеріалів і застарілості інструментів», штраф був знижений до 100 крб. «за нерепортованіє» Синоду про стан друкарні. 28 вересня 1731 року у монастирі була сильна пожежа, що пошкодила соборну церкву. Описуючи в листі до Скоропадського «не атраментом, але сльозами» це несчастіє, Герман виражав надію, що «Преблагословенная Дева Богородиця подвігнет на милість серця христолюбивих благодетельов», між якими «первійшим і всенадежнійшим» він рахував «ясневельможнаго патрона і добродійника». Останні роки Германа були затьмарені процесом з полковником Яковом Лизогубом. Герман осліпнув за три роки до своєї смерті, яка настала в 1737 році.
| Історія України | Це незавершена стаття з історії України. Ви можете допомогти проєкту, виправивши або дописавши її. |